# HD 156971
HD 156971，又名BD-10 4477，SAO 160482、HR 6449，是一颗恒星，视星等为6.46，位于銀經12.51，銀緯14.6，其B1900.0坐标为赤經17h 15m 20.2s，赤緯-10° 14.6′ 41″。